# Geodifusión

La geodifusión o difusión geográfica (en inglés: geocast) se refiere a la entrega de información a un grupo de destinos en una red identificada por su ubicación geográfica.
Es una forma especializada de direccionamiento de multidifusión utilizado por algunos protocolos de encaminamiento para redes móviles ad hoc.

## Aplicaciones
El direccionamiento y enrutamiento geográfico tiene muchas aplicaciones potenciales en la mensajería geográfica, publicidad geográfica, la prestación de servicios geográficamente restringidos, y el descubrimiento de la presencia de un servicio o participante de la red móvil en un área geográfica limitada.